# قربان‌پینار (بایبورد)
قربان‌پینار (به ترکی استانبولی: Kurbanpınar) (به کردی: Hipor) (به ارمنی: Խոփուր) یک منطقهٔ مسکونی در ترکیه است که در بایبورد واقع شده‌است. قربان‌پینار ۶۷ نفر جمعیت دارد.